# Anacrusi

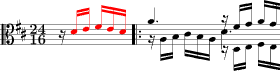
Inici del preludi coral Valet will ich dir geben, BWV 736, de Johann Sebastian Bach, amb l'anacrusi marcat en roig

L'anacrusa o anacrusi és una nota o un grup de notes que precedeixen el primer accent mètric d'una frase musical tot preparant el temps fort o la caiguda del compàs següent. És a dir, una o diverses notes que cauen en temps dèbil i preparen el temps fort de la nota que vindrà. Com una petita embranzida (temps dèbil) que prepara la nota principal (temps fort).
Per exemple, en un compàs de quatre temps, l'anacrusi es dona quan la primera nota es troba al tercer o al quart temps del primer compàs. Si es troba al principi d'una peça, aquest primer compàs acostuma a ser incomplet, és a dir, en el primer i segon temps no hi hauria silencis sinó que directament no existirien ni s'escriurien. S'ha de tenir en compte també on acaben les frases musicals. Un mateix compàs pot contenir el final d'una frase i l'inici anacrúsic d'una altra.
Són melodies amb un començament anacrúsic, per exemple, El cant dels ocells (anacrusi: 1 síl·laba: En-), Ploreu, ploreu ninetes (anacrusi: 1 síl·laba: plo-), El gegant del pi (anacrusi: 2 síl·labes: el ge-), Cargol treu banya (anacrusi: 1 síl·laba: car-), L'hereu Riera (anacrusi: 1 síl·laba: Per), Els segadors (anacrusi: 2 síl·labes: Ca-ta-) o Yellow Submarine de The Beatles (anacrusi: 2 síl·labes: In the-).

## Mètrica
L'anacrusi és el nom que reben les síl·labes que precedeixen al primer accent rítmic i que es consideren part exempta del metre.
Així en el Iambe
De dins el pit covard els mots com un estol
l'anacrusi és d'una sola síl·laba (De)

En l'Amfíbrac igualment
La lenta manyaga subtil de les flames (...)
(La)

A l'Anapest
Va passant entremig de sa gent adormida
en té dues: (Va, pas)

Ni el Troqueu ni el Dàctil en tenen.
És quan dormo que hi veig clar
Troqueu: tònica àtona

Com les figueres per gràcia (...)
Dàctil: Tònica /àtona /àtona